# Ningbo International Circuit
Der Ningbo International Circuit (auch Ningbo International Speedpark) ist eine etwa 4 km lange permanente Rennstrecke in China. Die Strecke liegt in Chunxiao im rasch expandierenden Küstenentwicklungsgebiet Beilun, in der Nähe der Stadt Ningbo in der Provinz Zhejiang, China. Sie ist eine von 5 neuen Rennstrecken, die von der Geely-Tochtergesellschaft Mitime Investments gebaut wurden, um die Autokultur und den Motorsport in China zu fördern.

## Geschichte
Die neue Rennstrecke wurde von Alan Wilson entworfen, der unter anderem auch den Miller Motorsports Park und den Barber Motorsports Park entwarf. Wilson wurde von Mitime beauftragt, alle fünf neuen Kurse für Geely zu entwerfen. Das Projekt wurde offiziell am 28. Dezember 2015 gestartet. Das Investitionsvolumen wurde mit 950 Millionen Yuan (ca. 120 Millionen Euro) angegeben. Die Strecke wurde auf dem Gelände eines stillgelegten Steinbruchs angelegt.

## Streckenbeschreibung
Die 4,015 km lange und 12 bis 18 m breite Strecke, wurde nach den FIA-Grad-2-Standards homologiert, so dass sie für alle gängigen Wettbewerbe außer der Formel 1 geeignet ist. Sie wird entgegen dem Uhrzeigersinn befahren. 
Der volle Kurs kann in 2 Abschnitte, eine kürzere Rennstrecke und eine Club-Rennvariante, die gleichzeitig gefahren werden können, unterteilt werden. Insgesamt sind durch drei Kurzanbindungen und eine Schikane acht verschiedene Streckenvarianten realisierbar. 
Die Anlage soll gemäß den Planungen auch eine separate Kartbahn sowie kommerzielle und Vergnügungseinrichtungen umfassen. Die Haupttribünen bieten Platz für rund 15.000 Zuschauer und sollen aufgrund ihrer erhöhten Position gute Sicht über den Großteil der Rennstrecke bieten.

## Veranstaltungen
Die Eröffnungsveranstaltung fand im August 2017 im Rahmen der chinesischen Formel-4-Serie statt. Diese Serie hat Ningbo als eine der Stammstrecken in ihrem Kalender etabliert und startet mehrfach im Jahr auf dem Kurs. Im Oktober 2017 feierte man das internationale Debüt, als man den Shanghai International Circuit als Austragungsort für das Rennen der Tourenwagen-Weltmeisterschaft in China ersetzte. Die Tourenwagen-WM startete auch 2018 und 2019 auf dem Kurs. Seit 2018 starteten auch die GT-World Challenge Asia Serie der SRO und die chinesische LMP3-Serie auf dem Kurs. Zudem ist die Strecke auch ein Austragungsort der chinesischen GT-Meisterschaft.
2021 startete auch der Porsche Carrera Cup Asia auf dem Kurs. 